# Марі-П'єр Будро Ганьйон
Марі-П'єр Будро Ганьйон (англ. Marie-Pier Boudreau Gagnon, 3 березня 1983) — канадська синхронна плавчиня.
Учасниця Олімпійських Ігор 2008, 2012 років.
Призерка Чемпіонату світу з водних видів спорту 2009, 2011 років.
Переможниця Ігор Співдружності 2006, 2010 років.
Переможниця Панамериканських ігор 2011 року, призерка 2007 року.